# ردود الفعل لتغير المناخ

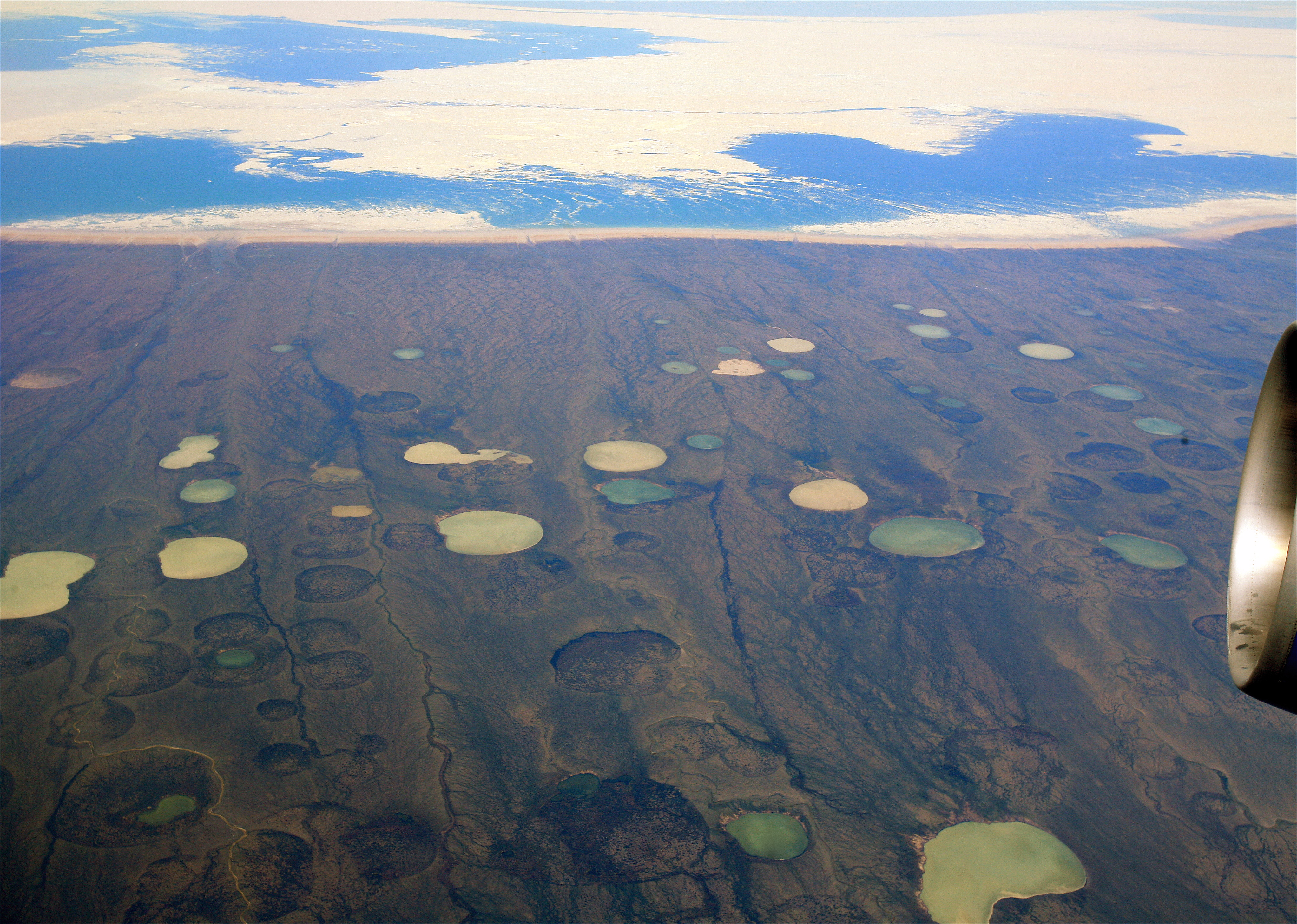

إن ردود الفعل لتغير المناخ (بالإنجليزية: Climate change feedback) مهمة في فهم ظاهرة الاحتباس الحراري لأن عمليات ردود الفعل قد تزيد أو تقلل من التأثير المناخي، وبالتالي تلعب دوراً هاماً في تحديد حساسية المناخ وحالة المناخ في المستقبل. إن ردود الفعل لتغير المناخ بشكل عام هي تفاعل يؤدي إلى اضطراب في معطى مناخي معين، هذا الاضطراب في المعطى الأول يؤدي إلى تغيير في معطى آخر، التغير في المعطى الثاني يؤدي في نهاية المطاف إلى تغيير إضافي في المعطى الأول. هناك ردود فعل سلبية، وهي التي تضعف الاضطراب الأولي. وردود فعل إيجابية وهي التي تعزز الاضطراب الأولي.
يعني مصطلح «التأثير» أن تغييرًا قد «يدفع» النظام المناخي إلى اتجاه الاحترار أو التبريد. من أمثلة التأثير المناخي هي زيادة التراكيز الجوية للغازات الدفيئة. حسب التعريف، تُعتبر التأثيرات خارجية بالنسبة للنظام المناخي بينما ردود الفعل داخلية؛ فتمثل ردود الفعل عمليات داخلية للنظام في مضمونها. قد تُحدِث بعض ردود الفعل تأثيرًا في معزل نسبي عن بقية النظام المناخي؛ وقد يكون البعض الآخر مترابطًا بإحكام؛ وبالتالي قد يكون من الصعب معرفة مقدار المساهمة لعملية معينة.
يحدد كل من التأثيرات والردود كمية وسرعة التغيرات المناخية. الرد الإيجابي الرئيسي في الاحتباس الحراري هو ميل الاحترار لزيادة كمية بخار الماء في الجو، والذي يؤدي بدوره لتزايد الاحترار. يأتي الرد السلبي الرئيسي من قانون ستيفان-بولتزمان، تتغير كمية الحرارة التي تشع من الأرض إلى الفضاء مع درجة حرارة سطح الأرض والجو مرفوعة إلى الأس 4. تُشير الملاحظات ودراسات النمذجة إلى وجود رد فعل إيجابي صافٍ للاحترار. يمكن لرد الفعل الكبير أن يؤدي إلى تأثيرات فجائية لا رجعة فيها، اعتمادًا على نسبة حجم التغير المناخي.

## ردود الفعل الإيجابية

### ردود فعل الدورة المناخية
كانت هناك توقعات، وبعض الأدلة، على أن الاحتباس الحراري قد يتسبب بخسارة الكربون من النظم البيئية الأرضية، مما يؤدي إلى زيادة في مستويات ثنائي أكسيد الكربون في الغلاف الجوي للأرض. تُشير عدة نماذج مناخية إلى إمكانية تسريع الاحتباس الحراري خلال القرن الواحد والعشرين عن طريق استجابة دورة الكربون الأرضية لاحتباس كهذا. جميع النماذج الإحدى عشر في دراسة سي 4 إم آي بّي وجدت أن جزءًا أكبر من ثنائي أكسيد الكربون في الجو سوف يبقى محمولًا في الجو في حال أخذ التغير المناخي في الحسبان. بحلول نهاية القرن الواحد والعشرين، تنوَّع ثنائي أكسيد الكربون الإضافي بين 20 و200 جزء في المليون للنموذجين الاثنين الأخيرين، مع وقوع أغلبية النماذج بين 50 و100 جزء بالمليون. أدت مستويات غاز ثنائي أكسيد الكربون لاحتباس حراري مداه بين 0.1 و1.5 درجة سلزية. مع ذلك، كان هنالك شك كبير بخصوص حجم هذه الحساسيات. نَسبت ثمانية نماذج أغلبية التغييرات لليابسة، بينما نسبتها ثلاثة أخرى للمحيط. أقوى ردود الفعل في هذه الحالات هي بسبب ازدياد تنفس الكربون من التربة من خلال خط العرض العالي للغابات الشمالية لنصف الكرة الأرضية الشمالي. يُشير نموذج واحدٌ بالأخص (هاد سي إم 3 - HadCM3) إلى رد فعل دورة كربون ثانوية بسبب خسارة الكثير من غابات الأمازون المطرية نتيجةً لانخفاض هطول الأمطار على أمريكا الجنوبية الاستوائية. بينما تتعارض النماذج بشأن القوة لأي من ردود فعل دورات الكربون الأرضية، تقترح كلٌ منها أن أي رد فعل كهذا سوف يُسرِّع من الاحتباس الحراري.
تُظهر الملاحظات أن التربة في المملكة المتحدة كانت تخسر الكربون بنسبة أربعة ملايين طن في السنة خلال الـ 25 سنة الأخيرة بحسب ورقة بحثية نشرت في مجلة نيتشر بواسطة بيلامي وآخرون في سبتمبر 2005، الذي دوَّن أن من غير المحتمل شرح هذه النتائج بواسطة تغيرات استعمال اليابسة. تعتمد نتائج كهذه على شبكة أخذ عينات مكثفة وبالتالي لا تتوفر على المستوى العالمي. في استقراء لكل المملكة المتحدة، تُقدر الخسائر السنوية بحوالي 13 مليون طن في السنة. وهذه نفس كمية انخفاضات انبعاثات أحادي أكسيد الكربون السنوية التي حققتها المملكة المتحدة تحت معاهدة كيوتو (12.7 مليون طن من الكربون في السنة).
اقتَرح كريس فريمان أن انبعاث الكربون العضوي المُذاب (دي أو سي) من مستنقعات الخث إلى مجاري المياه (التي سوف تتحول منها إلى الغلاف الجوي) يُكون رد فعلٍ إيجابيٍ للاحتباس الحراري. الكربون المخُزَّن حاليًا في أراضي الخث (390-455 جيجا طن، ثلث مجموع مخزن الكربون الأرضي) هو أكثر من نصف كمية الكربون الموجود مسبقًا في الغلاف الجوي. ترتفع مستويات الكربون العضوي المُذاب في مجاري المياه بشكل ملحوظ؛ فرضية فريمان هي أن، المستويات المرتفعة لثنائي أكسيد الكربون في الغلاف الجوي هي المسؤولة عن طريق تحفيز الإنتاج الأولي وليس درجات الحرارة المرتفعة.
يُعتَقد أن موت الأشجار يتزايد كنتيجة للتغير المناخي، والذي هو تأثير رد فعل إيجابي.
يُتوَقع أن الأراضي الرطبة والأنظمة البيئية للمياه العذبة هي أكبر مساهم في رد فعل المناخ العالمي للميثان.

### انبعاث غاز الميثان في القطب الشمالي
الاحتباس هو أيضًا المُتغير الذي يُحفز انبعاث الكربون (كميثان محتمل) في القطب الشمالي. يَخلق الميثان المتكون من التربة الصقيعية الذائبة مثل مستنقعات الخث المتجمدة في سيبيريا، ومن هيدرات الميثان على قاع البحر رد فعلٍ إيجابي. في أبريل 2019، ذكر توريتسكي وآخرون أن ذوبان التربة الصقيعية كان أسرع من المتوقع.

### انبعاث الميثان من مستنقعات خث التربة الصقيعية الذائبة
سيبيريا الغربية هي أكبر مستنقع خث في العالم، وهي منطقة مساحتها مليون كيلومتر مربع من مستنقعات خث التربة الصقيعية التي تكونت قبل 11,000 سنة في نهاية العصر الجليدي الأخير. من المحتمل أن يؤدي ذوبان تربتها الصقيعية على مر عقود إلى انبعاث كميات كبيرة من الميثان. قد ينبعث خلال العقود القليلة القادمة غاز دفيء مؤثر بشكل كبير بمقدار 70,000 مليون طن من الميثان، مُكونًا مصدرًا إضافيًا من انبعاثات الغازات الدفيئة. لوحظ ذوبان مماثل في سيبيريا الشرقية. اقترح لورنس وآخرون (2008) أن الذوبان السريع لجليد بحر القطب الشمالي قد يتسبب ببدء حلقة رد فعل تذيب التربة الصقيعية للقطب الشمالي بسرعة، مما يتسبب بالمزيد من الاحتباس. نشرت ناسا في 31 مايو عام 2010 أن «الغازات الدفيئة تهرب من التربة الصقيعية وتدخل إلى الغلاف الجوي بنسبة متزايدة – فعلى سبيل المثال، تصل إلى 50 مليار طن من الميثان كل سنة» عالميًا، بسبب النزعة العالمية للذوبان. وهذا مُقلق لأن الميثان يُسخِّن الغلاف الجوي بكفاءة أكثر بـ 25 مرة من أحادي أكسيد الكربون» (ما يساوي 1250 مليار طن من ثنائي أكسيد الكربون في السنة).

### انبعاث الميثان من الهيدرات
هيدرات الميثان، وتُسمى أيضًا بكلاثرات الميثان، وهي نوع من الجليد المائي الذي يحتوي على كمية كبيرة من الميثان في هيكله البلوري. وُجدت كميات كبيرة جدًا من رواسب هيدرات الميثان تحت رواسب على قيعان البحار والمحيطات على الأرض. افتُرض الانبعاث الفجائي لكميات كبيرة من الغاز الطبيعي من رواسب هيدرات الميثان، في حدث جُموح تأثير الاحتباس الحراري، كسبب للتغيرات الماضية والمستقبلية المحتملة للتغيرات المناخية. انبعاث الميثان المحصور هذا هو نتيجة محتملة كبيرة لارتفاع درجات الحرارة؛ ويُعتقد أنه قد يتسبب بارتفاع درجات الحرارة في العالم بمقدار 4 درجات بحد ذاته، بسبب كون الميثان أكثر قوةً كغاز دفيء مقارنةً مع أحادي أكسيد الكربون. تتوقع النظرية أيضًا أن يؤثر هذا بشكل كبير على محتوى الأوكسجين المتوفر في الغلاف الجوي. اقتُرحت هذه النظرية لشرح أخطر حدث انقراض جماعي على الأرض والذي يُعرف باسم الانقراض البرمي-الثلاثي، وأيضًا حدث تغير المناخ المعروف باسم البالوسين-أيوسين الحراري الأقصى. في عام 2008، كشفت بعثة بحثية تابعة إلى الاتحاد الجيوفيزيائي الأمريكي عن مستويات من الميثان تصل إلى أكثر من المستوى الطبيعي بـ 100 مرة في القطب الشمالي السيبيري، ومن المحتمل أن تكون منبعثة من هيدرات الميثان المنبعثة من الفتحات في «غطاء» هيدرات الميثان المتجمد للتربة الصقيعية لقاع البحر، بالقرب من مجرى تصريف نهر لينا والمنطقة بين بحر لابتيف وبحر سيبيريا الشرقي.